# ألفرد إتش بار جونيور
ألفرد إتش بار جونيور (بالإنجليزية: Alfred Hamilton Barr Jr.)‏ هو أستاذ جامعي ومؤرخ أمريكي، ولد في 28 يناير 1902 في ديترويت في الولايات المتحدة، وتوفي في 15 أغسطس 1981 في كونيتيكت في الولايات المتحدة.

## وصلات خارجية
- ألفرد إتش بار جونيور على موقع الموسوعة البريطانية (الإنجليزية)